# Cal Mestre (Copons)
Cal Mestre és una obra barroca de Copons (Anoia) inclosa a l'Inventari del Patrimoni Arquitectònic de Catalunya.

## Descripció
Façana recoberta amb obra de maçoneria que representa el carreuó decoratiu aplicant-li la figura d'un romboide del mateix emblanquinat de l'encoixinà.
Al portal hi veiem la inscripció: "JHS / 1739 / PERA / YOVE(JOVÈ?)".